# Elizabeth George
Susan Elizabeth George (Warren, Ohio, 26 februari 1949) is een Amerikaanse schrijfster van thrillers die in Engeland spelen. 

## Biografie
Susan Elizabeth George werd in 1949 geboren in Warren (Ohio). Toen George achttien maanden oud was, verhuisde het gezin naar de San Francisco Bay Area. Elizabeth George is opgegroeid in Californië. Ze studeerde Engels en volgde ook colleges psychologie aan de Universiteit van Californië - Riverside. Voordat ze romans schreef, doceerde ze Engels.
In 1988 werd haar eerste boek uitgegeven, A Great Deliverance, in het Nederlands vertaald als Totdat de dood ons scheidt. Dat zou het begin zijn van een indrukwekkende serie boeken met inspecteur Lynley in de hoofdrol, stuk voor stuk bestsellers.
Ze heeft inmiddels verschillende internationale prijzen ontvangen en haar boeken zijn in vele talen vertaald, waaronder in het Nederlands bij A.W. Bruna Uitgevers. Inmiddels zijn acht delen van de Lynley-boeken door de BBC verfilmd onder de titel The Inspector Lynley Mysteries. Alle boeken van Elizabeth George spelen zich in Engeland af. 
In de Lynley-reeks worden de hoofdrollen gespeeld door:
- Thomas Lynley: inspecteur bij Scotland Yard en van adellijke afkomst.
- Barbara Havers: zijn collega, die uit een heel ander milieu komt.
- Lady Helen: de geliefde van Lynley, eveneens van adellijke komaf.

Daarnaast komen andere personages geregeld voor in de boeken, waarvan sommige in de loop van de serie zijn geïntroduceerd:
- Simon en Deborah St. James: vrienden van Lynley.
- Winston Nkata: brigadier bij Scotland Yard.
- Hadiyyah: buurmeisje van Barbara Havers.

Tevens is George begonnen aan een reeks Young Adult-boeken rond het personage Becca King.